# Južnoazijsko združenje za regionalno sodelovanje
Južnoazijsko združenje za regionalno sodelovanje (tudi Južnoazijska gospodarska skupnost) ali kratko SAARC (od angleško South Asian Association for Regional Cooperation) je bilo ustanovljeno 8. decembra 1985 v Daki (Bangladeš). Sedež organizacije in njenega sekretariata je v nepalskem glavnem mestu  Katmandu. Ustanovne članice so Indija, Pakistan, Bangladeš, Nepal, Sri Lanka, Butan in  Maldivi. Afganistan je bil v članstvo sprejet na Vrhu organizacije v New Delhiju aprila 2007. Status opazovalca imajo Avstralija, Evropska unija, Iran, Japonska, Južna Koreja, Kitajska, Mavricij, Mjanmar, in ZDA. 
Organizacija ima za cilj pospeševanje sodelovanja na gospodarskem in tehničnem področju, predvsem s širitvijo medsebojne trgovine in poglabljanja integracijo regionalnih gospodarstev. Začetna vizija gospodarskega sodelovanja je bilo oblikovanje južnoazijskega preferenčnega gospodarskega območja (South Asian Preferential Trade Arrangement – SAPTA). V okviru SAARC je bil leta 2010 podpisan tudi Sporazum o trgovini s storitvami, ki je stopil v veljavo 29. 11. 2012. Dolgoročen cilj članic pa je vzpostavitev južnoazijske cone proste trgovine (South Asian Free Trade Area – SAFTA), ki bi obsegalo območje 1,6 mlrd potrošnikov, kar je 1/5 svetovnega prebivalstva. Vendar večje premike v doseganju tega dolgoročnega cilja preprečujejo politično-varnostni problemi in nerešeni konflikti v regiji kot je Kašmir.
Članice v okviru združenja sodelujejo na naslednjih področjih:
- gospodarstvo in trgovina:
  - sodelovanje na področju standardov;
  - carinsko sodelovanje;
  - trgovinski sejmi;
  - sodelovanje gospodarskih zbornic in industrijsko-trgovinskih združenj;
  - sodelovanje na področju izogibanja dvojnega obdavčevanja – uveljavljen multilateralen regionalen Sporazum o izogibu dvojnega obdavčenja v začetku 2007;
- kmetijstvo in razvoj podeželja;
- sodelovanje na področju financ vključujoč ustanovitev SAARC Razvojnega sklada;
- sodelovanje na področju energetike, okolja, standardov, tehnologije in znanosti.

## Države članice
Polnopravne članice
- Bangladeš (1985)
- Butan (1985)
- Indija (1985)
- Maldivi (1985)
- Nepal (1985)
- Pakistan (1985)
- Šrilanka (1985)
- Afganistan (2007)

Opazovalke
- Avstralija
- Ljudska republika Kitajska (2005)
- Japonska (2005)[2]
- Evropska unija (2006)[2]
- Mavricij[3]
- Mjanmar
- Južna Koreja (2006)[2]
- ZDA (2006)[2]
- Iran (2007)[4]

### Zainteresirani za članstvo
- Ljudska republika Kitajska [5] [6][7][8][9]
- Mjanmar [10]
- Iran [11]
- Rusija [12][13]